# Lażeniec
Lażeniec (biał. Ляжанец, Lażaniec; ros. Лежанец, Leżaniec) – chutor na Białorusi, w obwodzie mińskim, w rejonie stołpeckim, w sielsowiecie Naliboki, na obrzeżach Puszczy Nalibockiej.

## Historia
W dwudziestoleciu międzywojennym osada leżąca w Polsce, w województwie nowogródzkim, w powiecie stołpeckim, w gminie Naliboki. W 1921 miejscowość liczyła 13 mieszkańców, zamieszkałych w 3 budynkach, wyłącznie Polaków wyznania rzymskokatolickiego.
Po II wojnie światowej w granicach Związku Sowieckiego. Od 1991 w niepodległej Białorusi.